# Igino Lega
Igino Lega (Brisighella, 14 novembre 1911 – Varese, 23 marzo 1951) è stato un gesuita e militare italiano.
Durante la Seconda guerra mondiale venne insignito della Medaglia d'oro al valor militare per aver eroicamente partecipato alla difesa dell'Isola di Lero contro le forze tedesche.

## Biografia

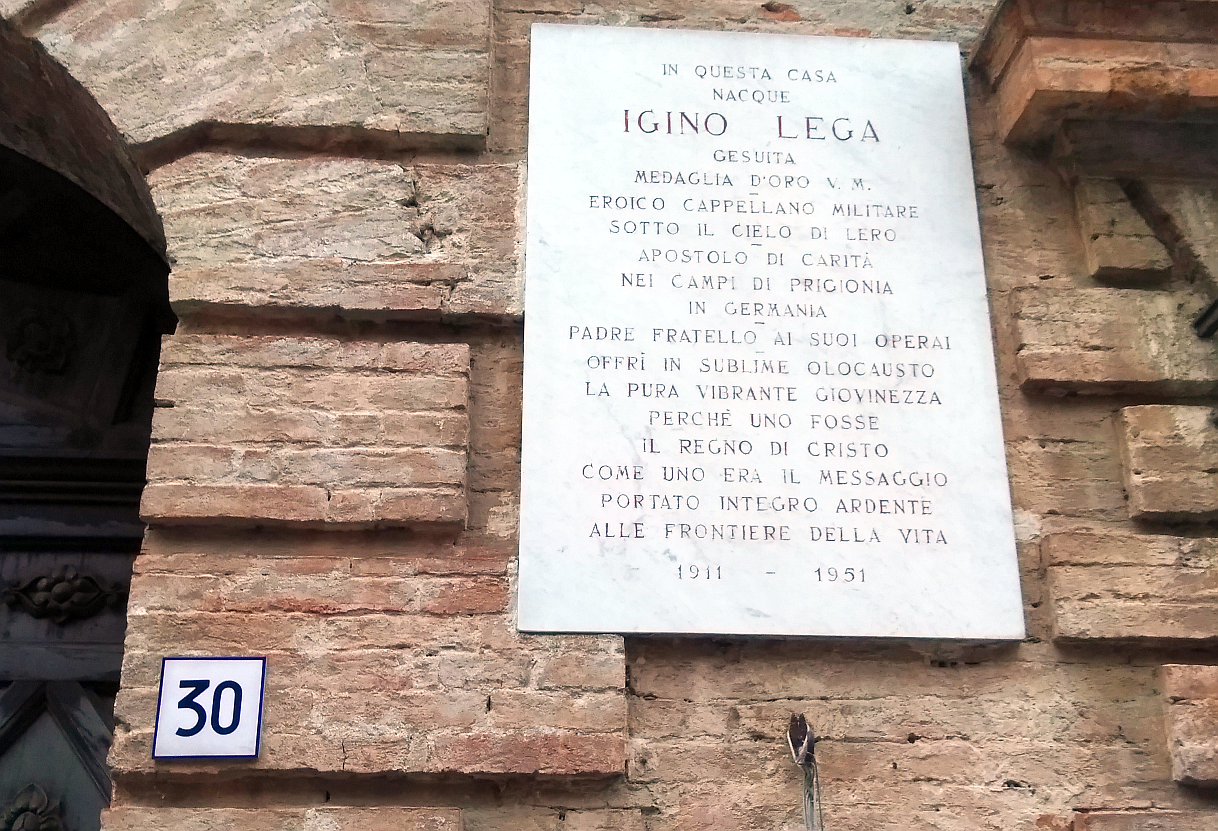
Targa sulla casa natale a Brisighella

Nato a Brisighella il 14 novembre 1911 in seno alla nobile ed agiata famiglia Lega. Studiò presso il Collegio Cesare Arici di Brescia, entrò quindi in seminario, venendo consacrato sacerdote nel maggio 1940. Dopo l'entrata in guerra del Regno d'Italia, il 10 giugno 1940, il 19 settembre dello stesso anno fu chiamato a prestare servizio militare. Nominato Tenente cappellano preso l'Ospedale Militare n.515 sito nelle vicinanze di Trieste, nel maggio 1941 fu congedato per potere continuare i suoi studi. Nel febbraio 1942 fu richiamato in servizio, destinato alla base navale di Lero al comando del Capitano di vascello Luigi Mascherpa. 
Al momento dell'Armistizio di Cassibile visse i giorni dell'attacco tedesco all'isola.  Al momento della resa del presidio italiano, come sacerdote dovette assistere i condannati alla fucilazione. Seguì le sorti dei marinai e soldati deportati verso i campi di concentramento in Germania. Viene rimpatriato nel settembre del 1945, messo subito a disposizione presso il Centro di Raccolta del Comando Marina di Venezia. Il 6 febbraio 1946 venne posto definitivamente in congedo.
Insegnò, successivamente, per oltre quattro anni, lettere e filosofia presso la Scuola Apostolica di Roncovero (Piacenza) e fu poi direttore spirituale delle A.C.L.I. di Bassano del Grappa (Vicenza).
Il 17 novembre 1947 fu insignito della Medaglia d'oro al valor militare durante una cerimonia tenutasi presso l'Accademia navale di Livorno alla presenza del Ministro della Difesa Mario Cingolani. Divenuto parroco presso una parrocchia di Gallarate nel 1949, si prodigò a favore degli operai della fabbrica tessile Maino.
Decedette a Varese il 23 marzo 1951 in seguito ad incidente stradale.

## Opere
- Lero eroica, Centro Veritas et Amor, Sermoneta, 1974

### Periodici
- Stefano Cavallo, La difesa di Lero, in Il Nastro Azzurro, n. 6, Roma, Istituto del Nastro Azzurro, novembre-dicembre 2013,  pp. 20-22.